# Ludwig Habich

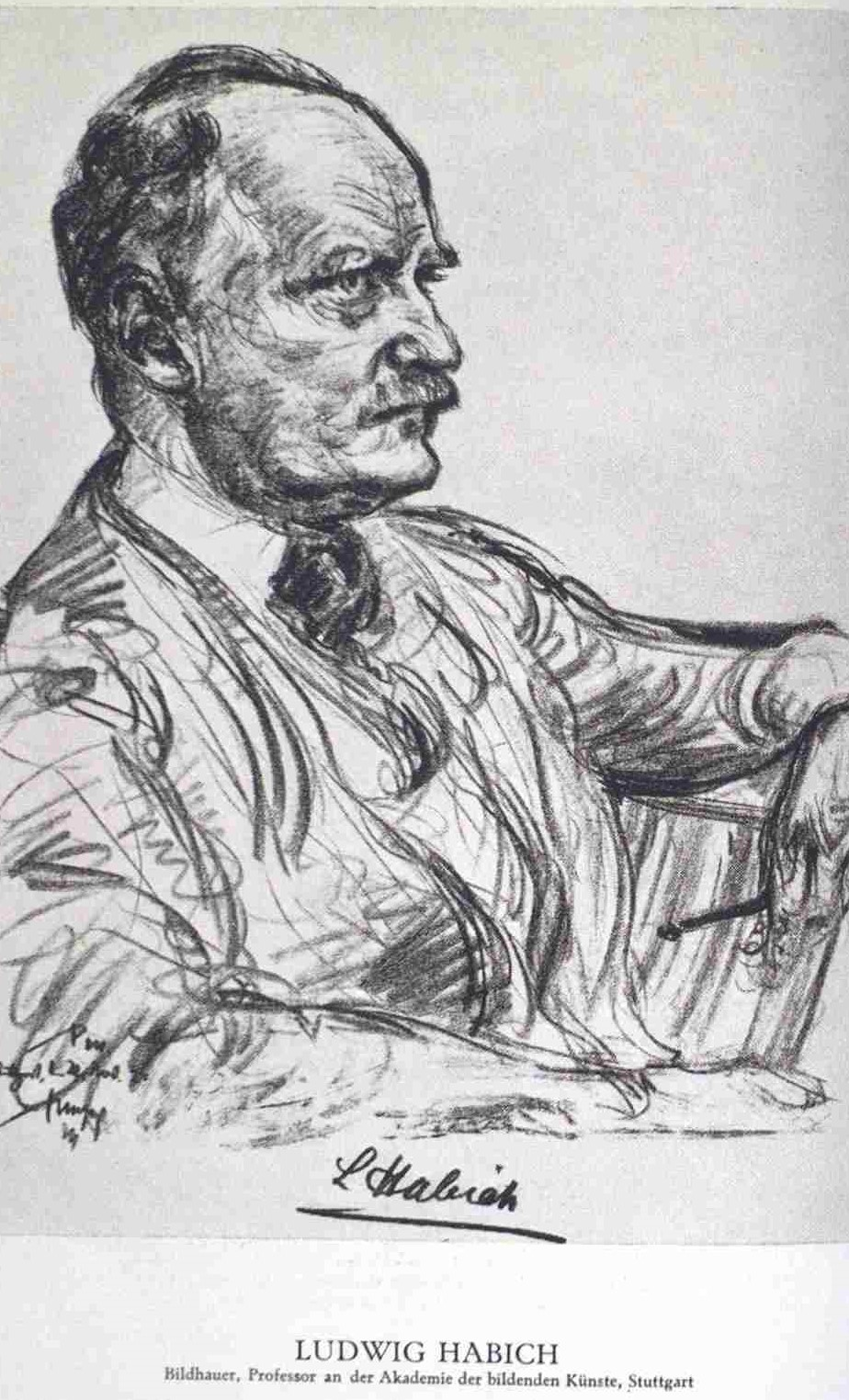
Emil Stumpp Ludwig Habich (1926)

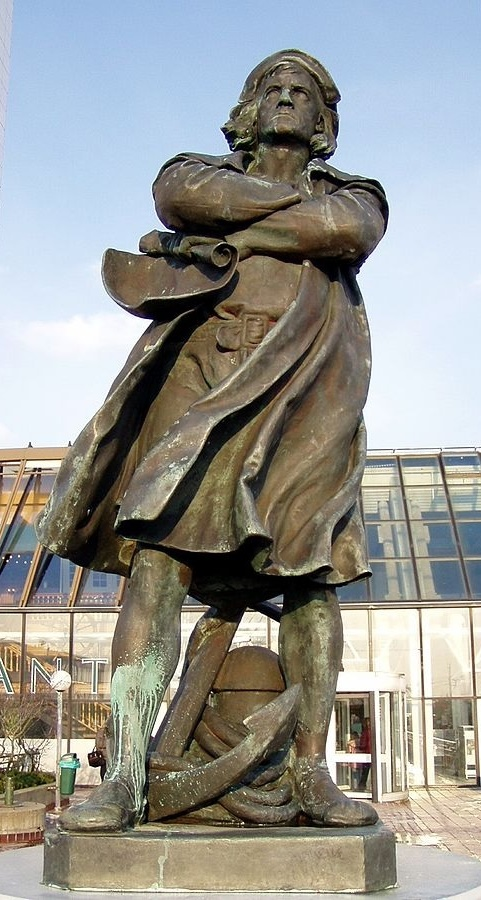
Columbus-Denkmal in Bremerhaven (Nachguss)

Ludwig Habich (* 2. April 1872 in Darmstadt; † 20. Januar 1949 in Jugenheim) war ein deutscher Bildhauer, Medailleur und Hochschullehrer.

## Leben und Werk
Bereits mit sechs Jahren kam Ludwig Habich 1879 als Schüler zu dem Bildhauer Benedikt König (1842–1906), bei dem er bis 1886 lernte. Ab 1890 studierte er bei Gustav Kaupert am Städelschen Kunstinstitut in Frankfurt am Main, dann bei Hermann Volz an der Karlsruher Kunstakademie und bei Wilhelm von Rümann an der Münchner Kunstakademie. Er beendete diese Studien zwar erst 1900, führte außer Studienarbeiten aber bereits ab 1893 erste selbstständige Werke aus.
Einen ersten größeren Erfolg außerhalb seiner hessischen Heimat erzielte Habich 1897 mit dem Columbus-Denkmal für Bremerhaven, das auf einer Kunstausstellung in München prämiert wurde. 1898 war er Gründungsmitglied der Freien Vereinigung Darmstädter Künstler. 1899 wurde er von Großherzog Ernst Ludwig als Mitglied der Darmstädter Künstlerkolonie berufen. Habich schuf für Darmstadt unter anderem die Kolossalfiguren Mann und Frau am Eingang des Ernst-Ludwig-Hauses auf der Mathildenhöhe, einen Brunnen mit überlebensgroßer Relieffigur eines trinkenden Jünglings am Olbrich-Haus sowie das Goethe-Denkmal im Herrngarten. Zwei weitere Werke Ludwig Habichs sind im alten Amtsgerichtsgebäude in Darmstadt zu sehen. In dessen Eingangshalle sind auf der Seite der Säle der Strafgerichte der Blitzschleuderer mit Gesetzestafel als Verkörperung der strafenden Gerechtigkeit und auf der Seite der Zivilgerichte ein Mädchen, das sich verhüllt, als Sinnbild der Scheu vor der Öffentlichkeit zu sehen. 1906 wurde auf dem Ludwigsplatz in Darmstadt das Bismarckdenkmal fertiggestellt. Die künstlerische Gestaltung des Bismarck-Standbildes, der Reliefs und der Ornamentik dieses  Bismarck-Brunnens stammen von Habich.

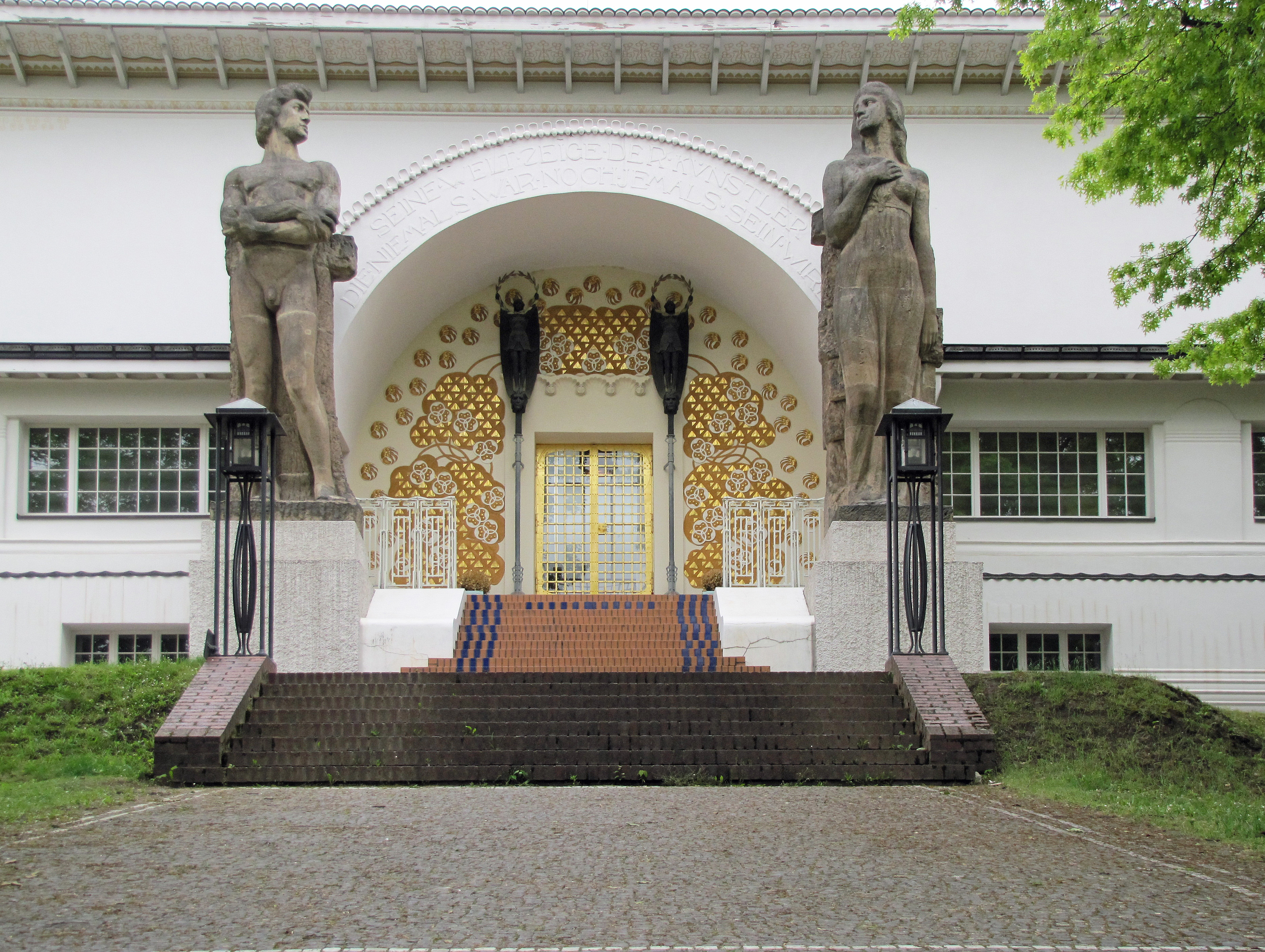
Kolossalfiguren am Ernst-Ludwig-Haus, Mathildenhöhe Darmstadt
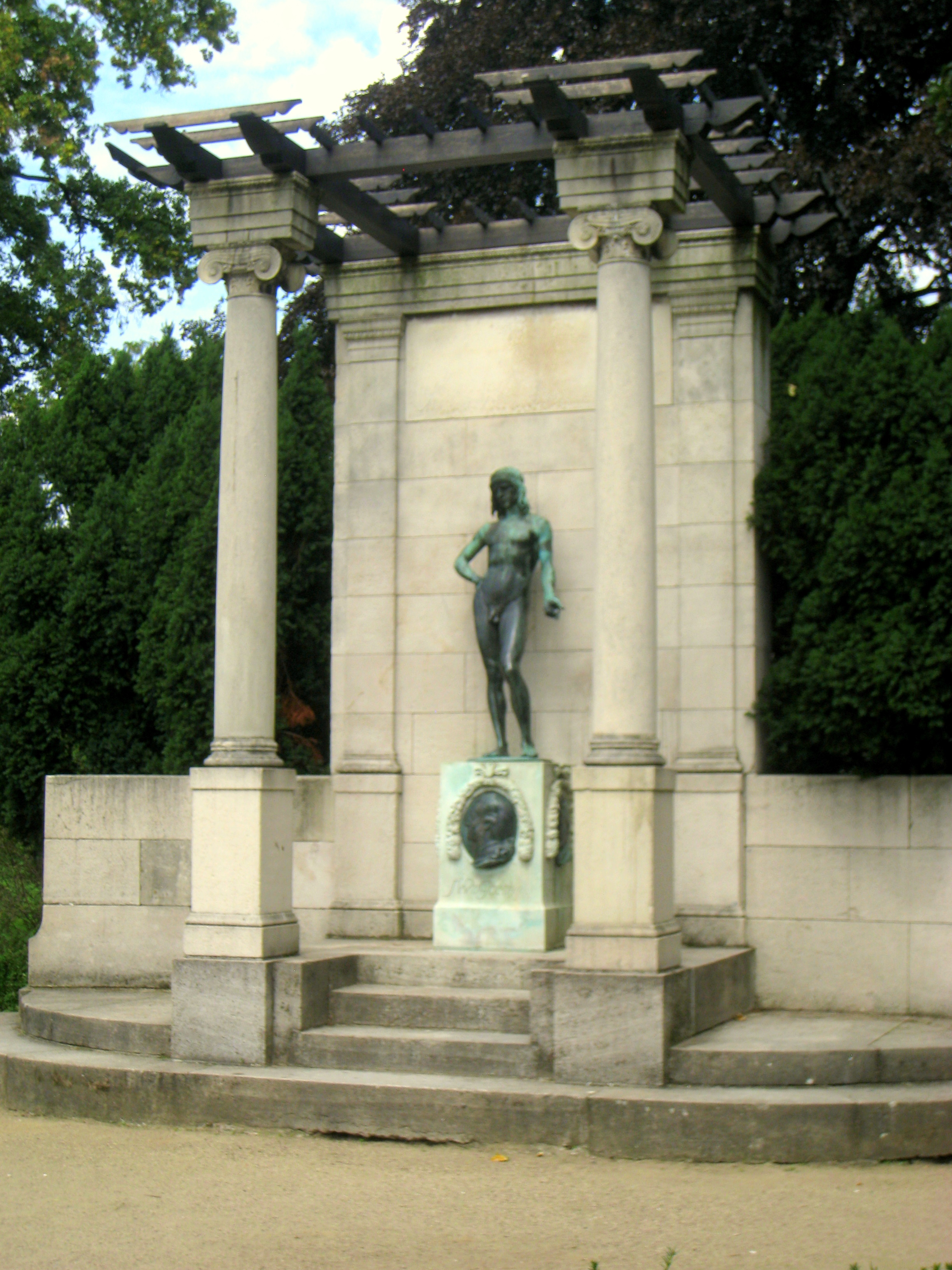
Goethe-Denkmal im Herrngarten in Darmstadt
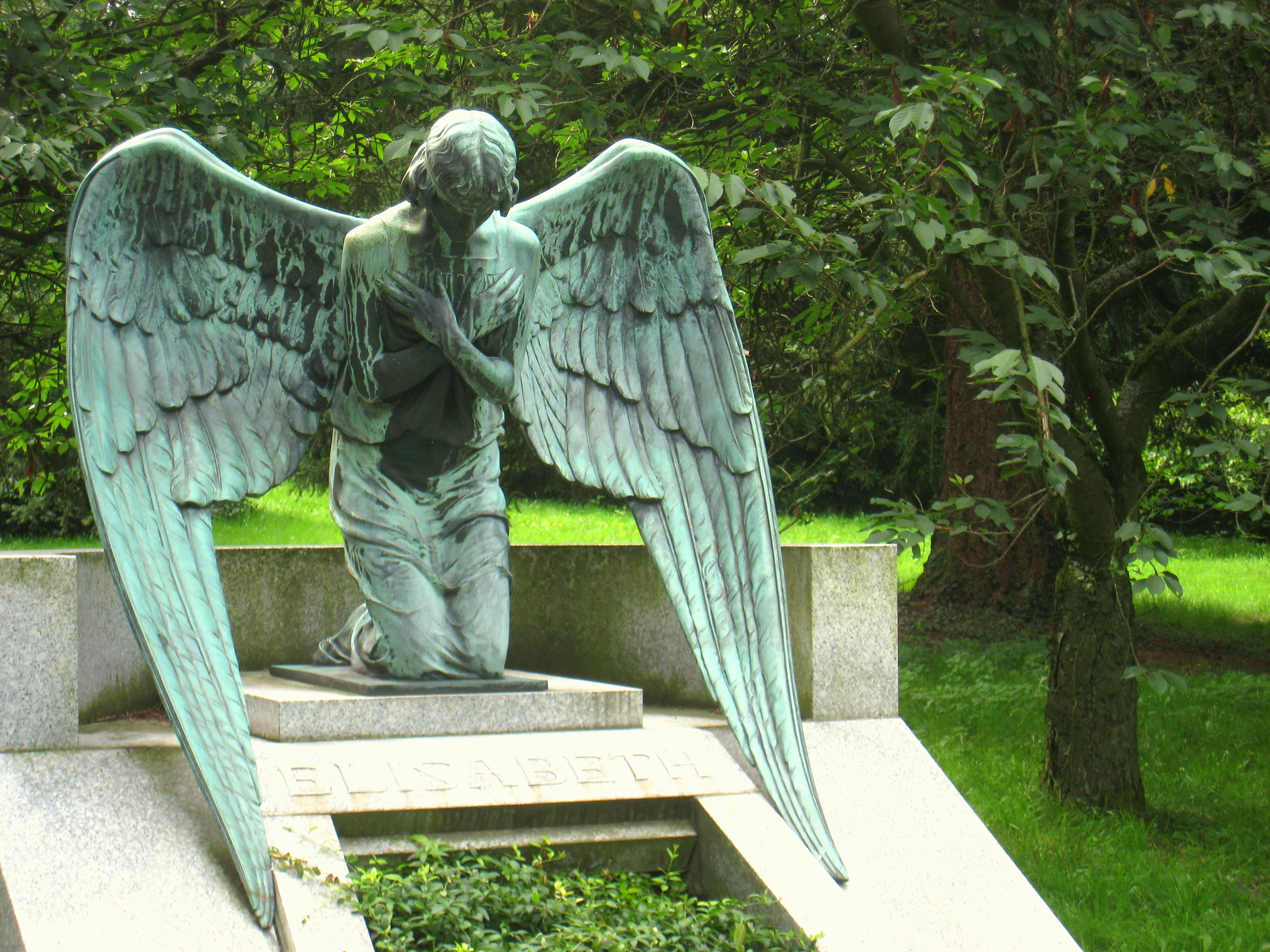
Grabmal der Prinzessin Elisabeth, Rosenhöhe Darmstadt
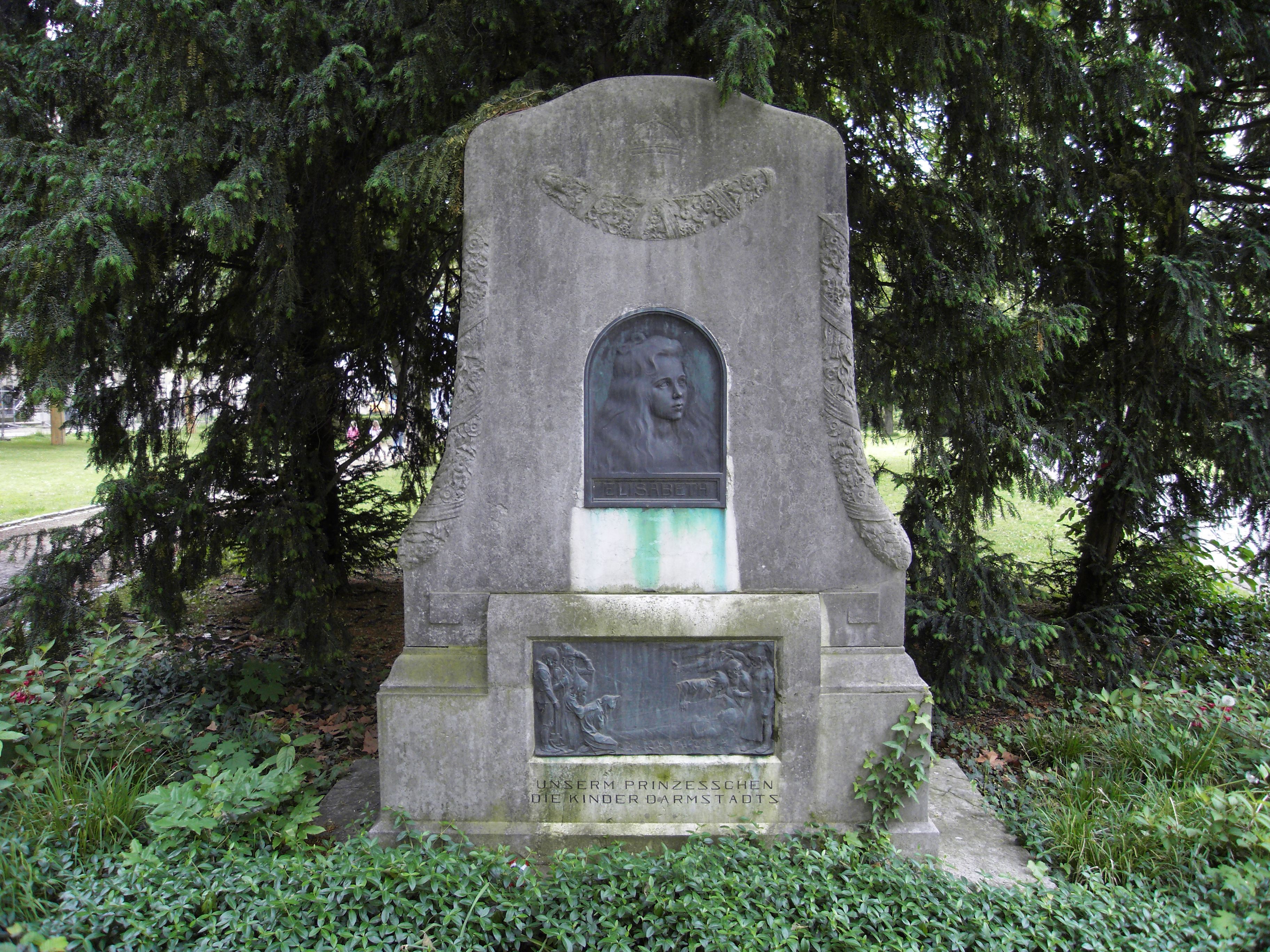
Gedenkstein für Prinzessin Elisabeth im Herrngarten

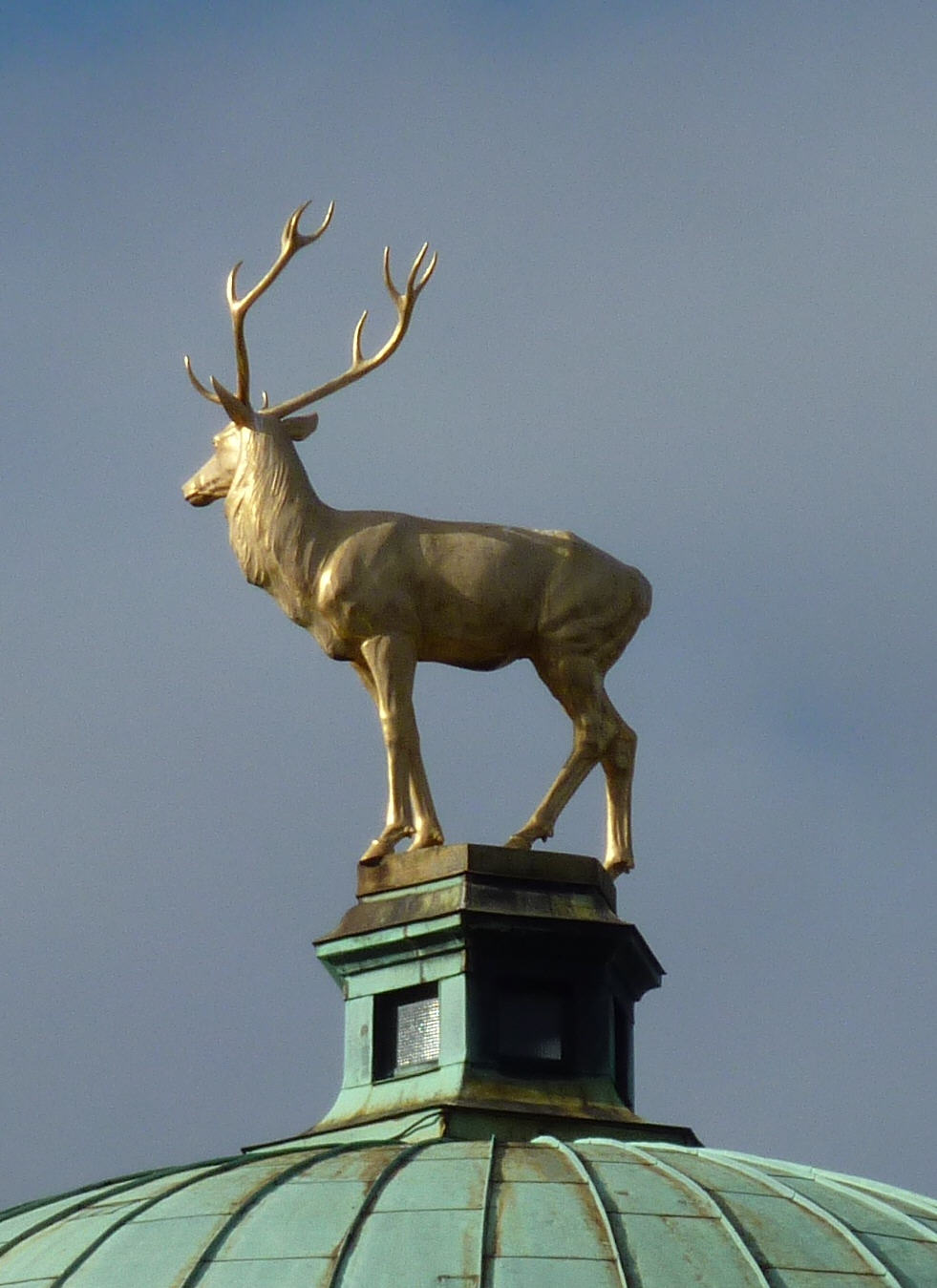
Hirsch auf der Kuppel des Stuttgarter Kunstgebäudes

Im Jahr 1906 übersiedelte Habich nach Stuttgart, wo er zunächst Bildhauerei bzw. plastisches Gestalten an der Architektur-Abteilung der Technischen Hochschule Stuttgart lehrte. 1910 wurde er in der Nachfolge Adolf von Donndorf als Professor an die Stuttgarter Kunstakademie berufen, wo er bis zu seiner Emeritierung im Jahr 1937 blieb.  Schüler von Ludwig Habich waren Frida Christaller, Emil Hipp, Lilli Kerzinger-Werth (Meisterschülerin), Fritz Nuss und Franziska Sarwey. Zu seinen bekanntesten Stuttgarter Werken zählen die 1911 entstandene Skulptur eines Genesenden für das Hermann-Burckhardt-Denkmal auf dem Hegelplatz und die Figur eines goldenen Hirschs als Kuppelbekrönung des Kunstgebäudes von 1913.
Habichs künstlerisches Hauptmotiv war die bewegte Jünglingsfigur, die er oft variierte. Mit diesem Motiv und seinem relativ traditionell geprägten künstlerischen Stil entsprach er auch den nationalsozialistischen Kunstauffassungen. Zum 1. Mai 1933 trat Habich der NSDAP bei (Mitgliedsnummer 3.234.552). Besondere Wertschätzung erfuhr in dieser Zeit eine bereits 1900 geschaffene Jünglingsfigur, die ursprünglich den Titel „Den Sternen entgegen“ trug, dann aber wegen der dargestellten Körperhaltung als „Der Deutsche Gruß“ umgedeutet und 1940 mit einem Kulturpreis ausgezeichnet wurde.
Nach der Zerstörung seines Darmstädter Wohnhauses im Zweiten Weltkrieg, übersiedelte er 1945 nach Jugenheim an der Bergstraße. Dort starb er im Januar 1949. Ludwig Habich wurde auf dem Alten Friedhof in Darmstadt bestattet (Grabstelle: I D 121a). Sein Nachlass wird im Darmstädter Stadtarchiv aufbewahrt. Sein Werk-Katalog umfasst 504 Positionen, darunter 23 Denkmäler, 32 Grabmale und 189 Statuen, Bauplastiken und Büsten. Er gestaltete zahlreiche Medaillen und amtliche Münzen für das Deutsche Reich, das Großherzogtum Luxemburg und das Königreich Polen.